# 内村皓一
内村 皓一（うちむら こういち、大正3年（1914年）7月15日 - 平成5年（1993年）12月29日）は20世紀に活躍した写真芸術家。

## 経歴
- 印刷業を営む父康三、母タミの長男として岩手県盛岡市志家に生まれ、祖父母に養育される。
- 1934年、岩手県立盛岡商業学校（現・岩手県立盛岡商業高等学校）卒業。在学中より唐武に師事。
- 1934年、初期の作品「光」が写真雑誌に掲載。[1]
- 1940年、満州にて従軍。
- 1948年、英国王室ロイヤル・アカデミーサロンで「瞑想」がグランプリを受賞。
- 1956年、酒田市の本間美術館、長崎市の岡政百貨店、東京の三越等で個展を開催。
- 1960年、法隆寺、東大寺の協力により、仏像写真を精力的に制作する。
- 1960年、ウィーン、ザルツブルクで個展開催。ウィーン写真協会名誉会員。
- 1961年、フィンランドのヘルシンキ、ラッペーンランタの各市、イタリアのジェノヴァ、ローマ、ナポリの各市で個展開催。
- 1962年、英国『写真年鑑』に「想い」[2]「公衆浴場」[3]が掲載、記事「日本写壇の現況」を執筆。[4]
- 1965年、ウィーン国際写真展に出品。
- 1971年、岩手日報文化賞受賞。
- 1972年、『内村皓一写真集』刊行。
- 1983年、花巻市市勢功労者。
- 1984年、英国王立写真協会正会員。
- 1993年（平成5年）12月29日死去。
- 1994年、民芸喫茶「蔵」（花巻市）にて個展開催。
- 2016年-2017年萬鉄五郎記念美術館にて個展開催。

## 作風
陰翳を重視する姿勢から作品はモノクロのみであり、カラーのものは一点もない。満州時代の作品は戦争という過酷な状況に生きる名もない人間の姿を写しながら荘厳な印象をあたえるものが多い。帰国後のものは神社仏閣・人物表現を通して日本の風習・礼節の描写に力を入れ、「東洋の幽玄美」と評された。

### エピソード
- 満州から引き上げの際には防諜上、軍の命令で約3000点ものネガが没収・焼却された。無事に持ち帰ることができたのは約50点だけで、木の荷札をくり抜き中に隠して露見を免れた。[5]
- 詩人・彫刻家の高村光太郎との初対面では、頭ごなしに「写真が芸術とは言語道断」と言われたが、後に作品を見せると感じ入り、「光の詩人」と賞讃された。[5]
- 撮影に使用した機材は舶来の高級品などではなく、絆創膏などで蛇腹に補修を重ねた国産中級品であった。[6]
- 海外との書簡往来に際しては、仏文学者市原豊太の助力を仰いだ。
- 1960年に「平和の鐘」が世界最優秀賞を得た際に、次のメッセージを世界に向けて発信した。

| 「 | 太陽が沈みかけて最後の微光がその辺りを黄金色に照らしていた。私は、望まない軍需工場に徴用されて、朝からの労働に疲れ切ったからだで奉天の城壁の方に歩いていた。幸福だった遠い日本の北国の早春、過ぎ去った故郷の四月の黄昏が思い出された。それから何もかも戦争のために美しい夢は破られて、毎日毎日が灰色の疲労と困憊だった。私は深くもの思いに沈みながらこんなことを考えながら歩いていた… 人類の歴史といい生物の生活というても、所詮は戦いの繰り返し以外のなにものでもないのではないか。 生物の幸いを願い、人類の幸福を希願して科学者も宗教家も努カしているのにもかかわらず、世界の様相はその反対の方向に進んでいるように見える。何もかも人の世の営みは賽の河原の石積みに過ぎないのではないのか。 昔、豪華を誇った奉天の城壁も、永い戦争と風雪の間に処々が破壊されて、今は見る影もなくくずれ落ちている。栄枯盛衰を繰り返しながら、人の世はこのように流転を重ねて行き、そこに何が残るのであろうか… 城壁を上って、大南門の辺りにきたころは一面の夕霧は奉天の場外に深く垂れ込め、すぐ近くの建物も霞んでしまい、夕餉の煙がその底の方に一きわ白く澱んでいた。 大山元帥が三月十日に入場したと伝えられるその大南門の上の城壁は、砲弾のために破壊されたままになっていて、乞食の墓場となっていた。墓場といっても誰も死骸の上に土をかけてやるわけでもなく、ところどころに白骨が累々と重なり、新しい死骸からはひどい臭気がその辺いっぱいに漂うていた。 くずれ落ちてＵ字型に残った黒い城壁の左側がギザギザに欠けて少し傾斜し、右側が低く垂直に残っていて、その煉瓦塀の間から天主教の大伽藍がぼんやり浮かび上がっていた。教会堂の高い二つの尖塔が美しく聳え立ち、続いて礼拝堂の屋根があって、その両端にもまた二つの小さな時計台らしい尖塔が建っていた。これらの前景と背景が造りだす明暗二つの階調が、美しい遁走曲（フーガ）を奏でるように、私の大好きな構図と天末線（スカイライン）を造っていたのである。そしてもはや、日没に瞬時を残すばかりの、寸刻も猶予のできない状態であった。急いでポケットから私の貧しいカメラを出して、その構図をファインダーからのぞいたとき、ちょうどその時、教会堂からまず小鐘の音が嫋々（じょうじょう）と鳴りだし、続いて目の醒めるような大鐘にその振動が波及していった。 幸運にも太陽は最後の一秒の弱い光線でその辺りを照らし、私のフィルムの前景にほんの気持ちばかりのハイライトを与えてくれた。 私は夢中でシャッターを切り、躍り上がって自らの心に叫んだ… 「平和の鐘だ。平和の鐘だ。この戦争の中にも、外界の現象とは何の関係もなく、真の平和はわれわれ自身の中にある。そしてこの鐘の音の中に充ちている」と。 臭気に充ち鬼気さえ迫るその場所も、すっかり忘れてしまって、暫くの間私はそこに立ち尽くしたのであった。 | 」 |

## 作品リスト
- 瞑想(1942、奉天市)
- 茶を売る
- 盗女(1942、奉天市北市場)
- 不具者
- 流転
- ボロ(1942、奉天市)
- 肉を売る女(1942、奉天市北市場)
- 幻聴(1942、奉天市)
- 平和の鐘(1942、奉天市大南門)
- 城壁の朝(1942、奉天市大南門)
- 街へ(1942、奉天市郊外)
- 山の湯(1947、花巻市鉛温泉)
- 涼風
- ほつれ毛
- 島の春
- 塔
- 山門
- 東慶寺にて
- 新緑
- 高村光太郎先生
- 閑
- 廃亡
- 失意の人(1942、ハルビン市)
- 苦力(1942、奉天市)
- 塵の戯れ
- 含唇（混血の男）(1942、奉天市文官屯)
- 樹霊(1955、芝公園、増上寺)
- 望郷
- 山の湯
- 宵(1948、紫波町勝源院)
- 葉桜
- 想
- 野良へ
- 大慈大悲
- 老の詩(1955、花巻市郊外)
- 沈(1975、花巻市)
- 蠢
- 女坂(1981、盛岡市)
- 豊艶
- 秘め
- 明日へ
- 慎意
- 業
- 憂
- 炎情
- 情
- 多情
- 黙
- 松風

## 作品所蔵機関
- ドーセット州立美術館（イギリス）
- フランス国立図書館（フランス）
- ニューヨーク近代美術館・プリンストン大学美術館（アメリカ）
- 岩手県立美術館・花巻市立花巻図書館（日本）